# Brett Gelman
Brett Clifford Gelman (ur. 6 października 1976 w Highland Park w Illinois) – amerykański aktor, komik, producent, reżyser i scenarzysta. Występuje jako Murray Bauman w serialu Netfliksa Stranger Things.

## Życiorys

### Wczesne lata
Urodził się w Highland Park w Illinois jako syn Candace i Iry Gelmana. Jego rodzina była pochodzenia żydowskiego. Jego młodsza siostra została logopedą. Został zachęcony, by zostać komikiem po obejrzeniu komedii muzycznej Noc w operze z braćmi Marx w wieku sześciu lat. Ukończył Highland Park High School i Szkołę Artysyczną na Uniwersytecie Karoliny Północnej w Winston-Salem w stanie Karolina Północna. Wystąpił w licealnych produkcjach Grona gniewu i Sen nocy letniej.

### Kariera
Po studiach Gelman przeniósł się do Nowego Jorku, gdzie regularnie występował w Upright Citizens Brigade Theatre, jako członek duetu Cracked Out, grupy improwizacyjnej Monkey Dick i grupy szkicowej Mr. A $$. Wkrótce zadebiutował na ekranie w komedii sportowej Blackballed: The Bobby Dukes Story (2004). Przełomem w karierze okazał się występ w komedii Adama McKaya Policja zastępcza (The Other Guys, 2010) z Willem Ferrellem i Markiem Wahlbergiem oraz komedii sensacyjnej Rubena Fleischera 30 minut lub mniej (30 Minutes or Less, 2011).
Rozpoznawalność przyniosła mu rola Bretta Mobleya w serialu komediowym Adult Swim Eagleheart (2011–2014), jako Mr K w sitcomie NBC Go On (2012–2013) oraz jako A.J. w serialu komediowym FX Married (2014–2015). Zagrał także Martina w serialu BBC Współczesna dziewczyna (Fleabag, 2016–2019). Wystąpił w Twin Peaks (2017) i Jak się robi historię (Making History, 2017). Jako Murray Bauman w serialu fantastycznonaukowym Stranger Things wraz z obsadą w 2020 był nominowany do Nagrody Gildii Aktorów Ekranowych.

## Filmografia

### Filmy
| Rok  | Tytuł                                   | Rola                         | Reżyser              |
| ---- | --------------------------------------- | ---------------------------- | -------------------- |
| 2007 | Uwaga Violet (Watching the Detectives)  | Glenn                        | Paul Soter           |
| 2010 | Policja zastępcza (The Other Guys)      | Hal                          | Adam McKay           |
| 2011 | 30 minut lub mniej (30 Minutes or Less) | Chris, szef Nicka w pizzerii | Ruben Fleischer      |
| 2013 | Jobs                                    | Jef Raskin                   | Joshua Michael Stern |
| 2017 | The Disaster Artist                     | nauczyciel aktorstwa         | James Franco         |

### Seriale TV
| Rok       | Tytuł                                  | Postać                                                               | Uwagi                                   |
| --------- | -------------------------------------- | -------------------------------------------------------------------- | --------------------------------------- |
| 2005      | The Colbert Report                     | Spencer                                                              | odc. „Greg Behrendt”                    |
| 2009      | Californication                        | irytujący hipster                                                    | odc. „Mia Culpa”                        |
| 2010–2012 | The Life & Times of Tim                | współpracownik / fan Walkera / przyjaciel Adama / intruz Doug (głos) | 4 odcinki                               |
| 2011      | Happy Endings                          | Carl                                                                 | odc. „Your Couples Friends & Neighbors” |
| 2011      | Pohamuj entuzjazm                      | Pig Parker                                                           | odc. „Vow of Silence”                   |
| 2011      | Znudzony na śmierć                     | Faux Jonathan                                                        | odc. „We Could Sing a Duet”             |
| 2011–2014 | Wirtualna liga                         | Brett Mobley                                                         | 26 odcinków                             |
| 2012      | Biuro                                  | magik                                                                | odc. „Welcome Party”                    |
| 2012–2013 | Go On                                  | Pan K                                                                | 22 odcinki                              |
| 2013      | We Are Men                             | Alimony Steve                                                        | odc. „We Are Franksgiving”              |
| 2014      | Jak nie zwariować z tatą               | dyrektor szkoły McMullen                                             | odc. „Rhythm Is a Dancer”               |
| 2014      | Pora na przygodę!                      | mistrz pierścieni (głos)                                             | odc. „Sad Face”                         |
| 2014      | Bad Teacher                            | Doug Pilaf                                                           | 5 odcinków                              |
| 2014–2015 | Married                                | A.J.                                                                 | 23 odcinki                              |
| 2014–2016 | Mr. Pickles                            | Serowar (głos)                                                       | 2 odcinki                               |
| 2015      | Przepis na amerykański sen             | Zakurzona bryłka                                                     | odc. „Persistent Romeo”                 |
| 2015      | Man Seeking Woman                      | demon                                                                | odc. „Stain”                            |
| 2015      | Dziwna para                            | Stuart                                                               | odc. „Jealous Island”                   |
| 2015      | Mad Men                                | Daniel                                                               | odc. „Person to Person”                 |
| 2015–2016 | Pogadanki Blunta                       | Ronnie                                                               | 6 odcinków                              |
| 2016      | Angel from Hell                        | Lee                                                                  | 2 odcinki                               |
| 2016      | Clarence                               | Pan Mozer (głos)                                                     | odc. „Field Trippin”                    |
| 2016      | W potrzebie                            | w roli samego siebie                                                 | odc. „Selfie”                           |
| 2016–2018 | Love                                   | dr Greg Colter                                                       | 10 odcinków                             |
| 2016–2020 | Amerykański tata                       | głosy                                                                | 6 odcinków                              |
| 2016–2019 | Współczesna dziewczyna (Fleabag)       | Martin                                                               | 7 odcinków                              |
| 2017      | Jak się robi historię (Making History) | Paul Revere                                                          | 2 odcinki                               |
| 2017      | Twin Peaks                             | nadzorca oparzenia                                                   | 2 odcinki                               |
| od 2017   | Stranger Things                        | Murray Bauman                                                        |                                         |
| 2018      | Kemping                                | George                                                               | 8 odcinków                              |
| 2019      | Mr. Mercedes                           | Rolan Finklestein                                                    | 9 odcinków                              |
| 2020      | Głowa rodziny                          | facet z Escape Room (głos)                                           | odc. „Baby Stewie”                      |